# Абрагам Янссенс

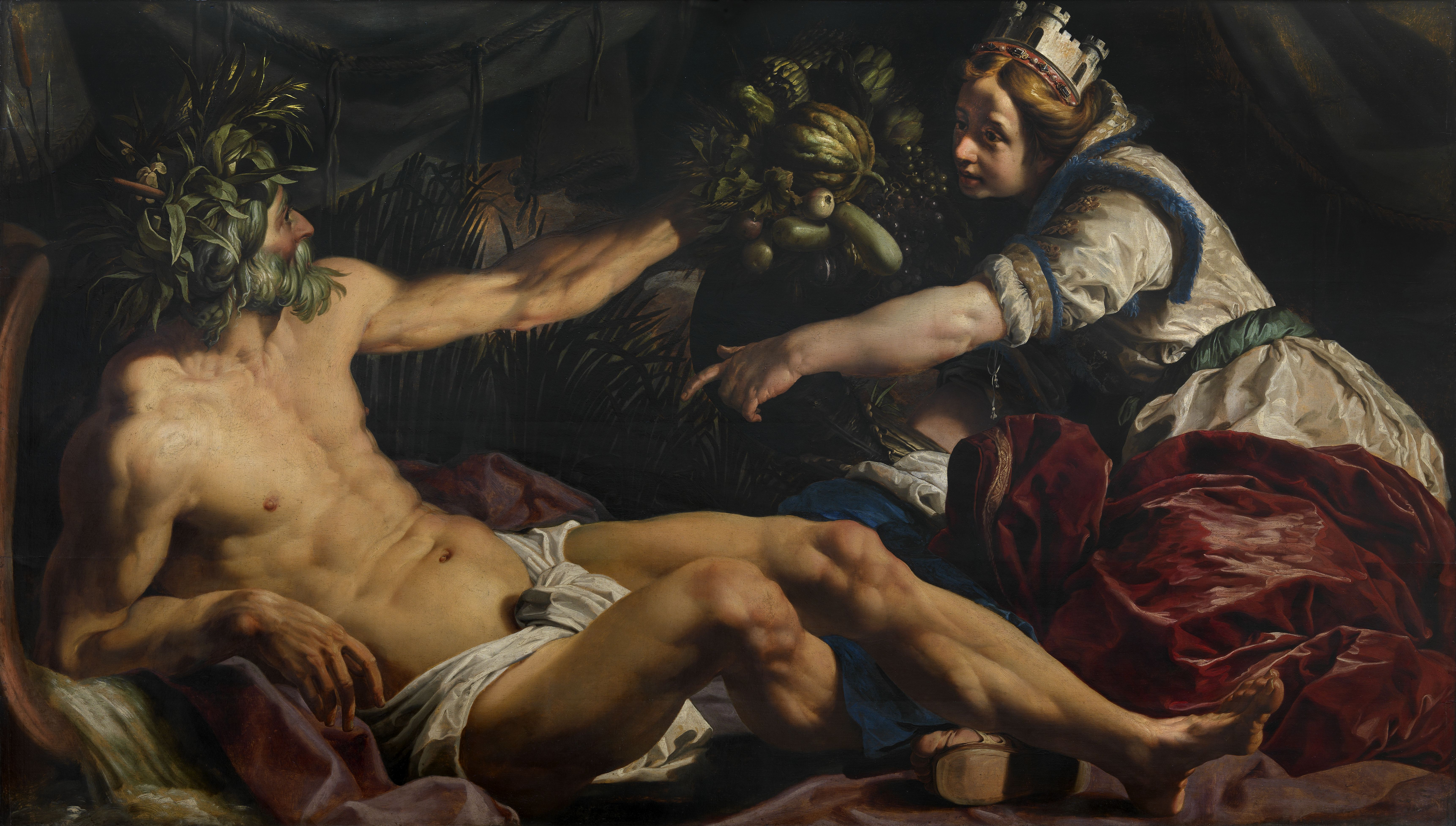

Абрагам Янссенс (Abraham Janssens van Nuyssen; бл. 1575—1632, Антверпен) — фламандський художник.

## З біографії
У 1585 році Абрагам Янссенс став учнем Яна Снеллінка і 1601 року вступив в антверпенську гільдію художників Святого Луки.
Завдяки своїм релігійним картинам, найвідомішими з яких є «Положення в труну» та «Поклоніння волхвів», їхньому колориту та величі задуму, Абрагам Янссенс вважається попередником Петера Пауля Рубенса.